# Pseudagrion simplicilaminatum
Pseudagrion simplicilaminatum là một loài chuồn chuồn kim trong họ Coenagrionidae.
Loài này được xếp vào nhóm loài không bị đe dọa trong sách Đỏ của IUCN năm 2008.
Pseudagrion simplicilaminatum được miêu tả khoa học năm 1997 bởi Carletti & Terzani.